# Manuel Guirao
Manuel Guirao (ur. 4 czerwca 1919 w Rafael Obligado, prowincja Buenos Aires, zm. 2 stycznia 2005) – argentyński duchowny katolicki, biskup.
Studiował w seminarium Nuestra Senora de Lujan w La Plata, przyjął święcenia kapłańskie 5 grudnia 1943. W październiku 1970 został mianowany przez Pawła VI biskupem Oranu (Argentyna), przyjął sakrę biskupią 8 grudnia 1970 z rąk biskupa Eduardo Pironio (późniejszego kardynała). 20 marca 1981 został przeniesiony na biskupstwo Santiago del Estero.
Był współtwórcą seminarium międzydiecezjalnego w Santiago. W 1994 wchodził w skład komitetu wykonawczego IX Narodowego Kongresu Eucharystycznego. W listopadzie tego samego roku, po osiągnięciu wieku emerytalnego, złożył rezygnację z rządów diecezją Santiago del Estero. Od lutego 1999 do lipca 2000 był administratorem apostolskim diecezji Chascomus, wakującej po przejściu biskupa Juana Carlosa Maccarone do Santiago del Estero (bezpośredni następca biskupa Guirao w Santiago del Estero, Gerardo Sueldo, zmarł w 1998).